# Maria-Hilf-Basilika (Buenos Aires)

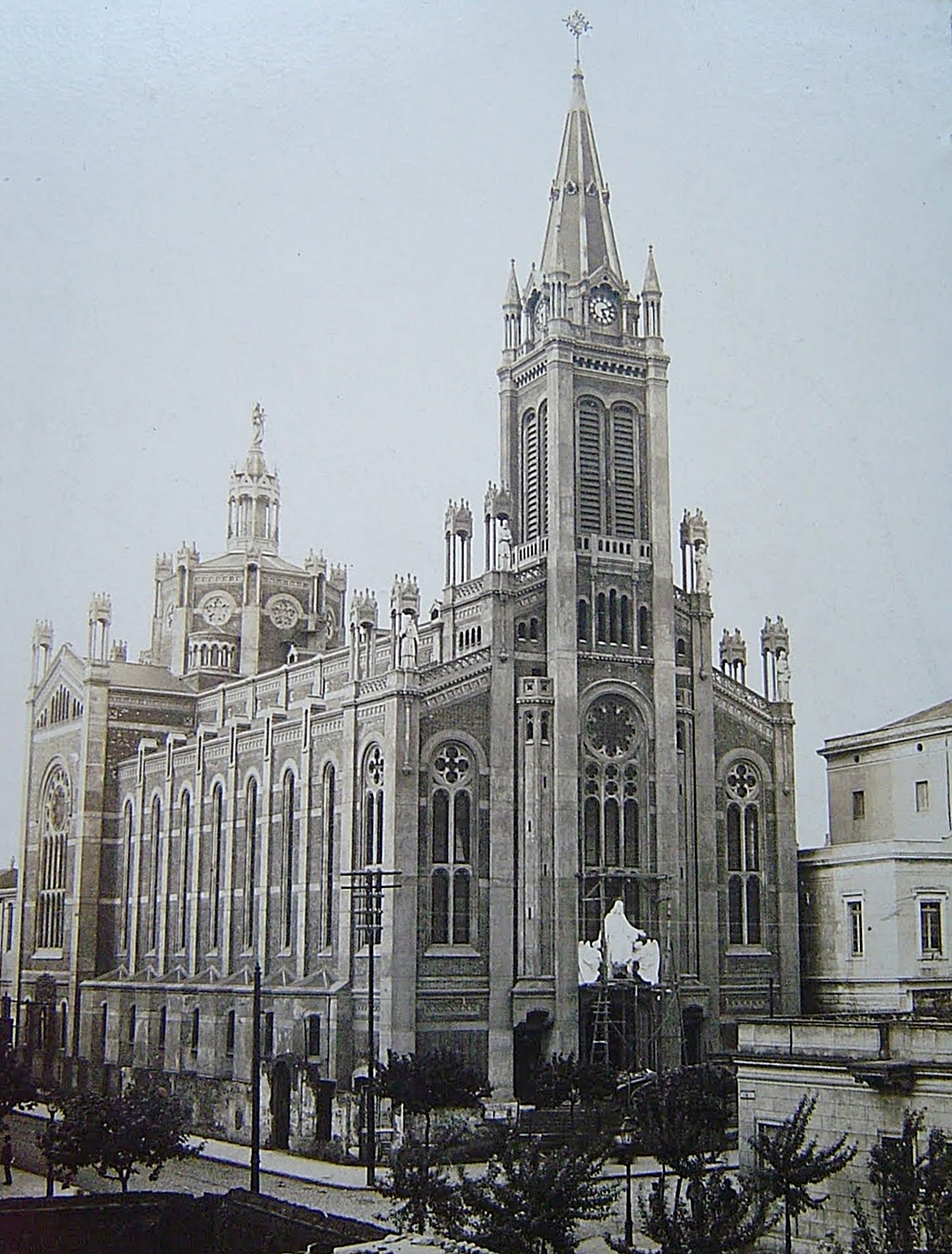
Maria-Hilf-Basilika, um 1910

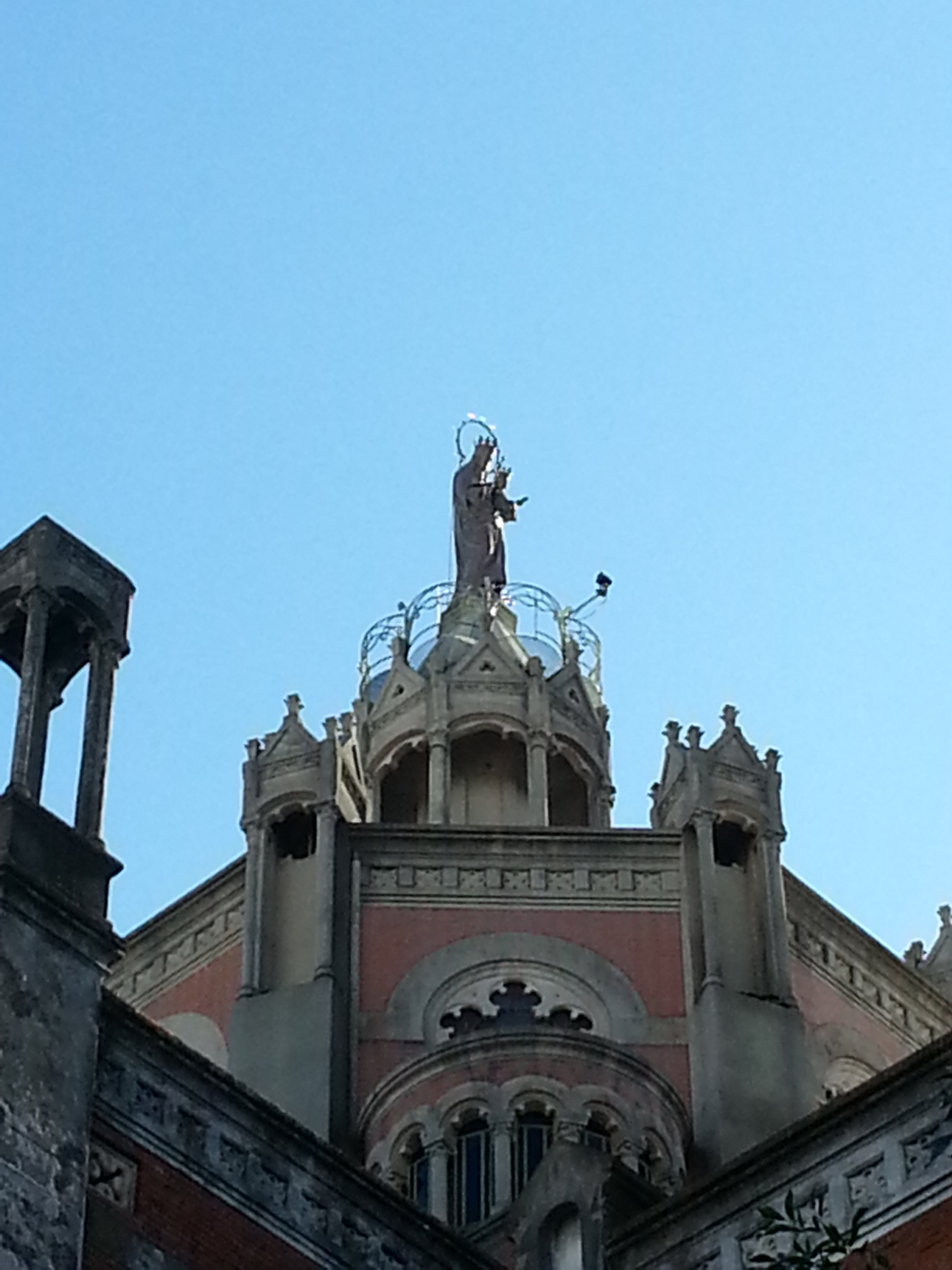
Marienstatue auf der Kuppel

Die Maria-Hilf-Basilika (spanisch Basílica María Auxiliadora) ist eine römisch-katholische Pfarrkirche im Stadtteil Almagro von Buenos Aires, Argentinien. Die Kirche der Pfarrei Carlos Borromeo des Erzbistums Buenos Aires wird von den Salesianern betreut und ist wie bei diesen verbreitet Maria, Hilfe der Christen gewidmet. Die 1910 fertiggestellte Kirche trägt den Titel einer Basilica minor und ist Taufkirche von Papst Franziskus.

## Geschichte
Die Kirche der neuen Pfarrgemeinde San Carlos de Almagro wurde 1872 auf einem von den Brüdern Estebarena gespendeten Areal gebaut. Nachdem andere Orden abgesagt hatten, übernahmen zur Gemeindegründung 1878 Salesianer die Betreuung. Wegen des starken Wachstums der Gemeinde San Carlos fand Juni 1900 die Grundsteinlegung für die neue Pfarrkirche Maria Hilf statt, geleitet durch den argentinischen Präsidenten Julio Argentino Roca und Teodolinda Fernández de Alvear, eine der Wohltäterinnen.
Der aus Turin angereiste Architekt Ernesto Vespignani, Bruder des Pfarrers Joseph Vespignani, entwarf die Kirche im neuromanischen Stil. Am Fest von Maria, Hilfe der Christen im Mai 1910, dem 100. Jahrestag der Mai-Revolution, wurde die Kirche geweiht. Sie erhielt 1941 durch Papst Pius XII. den Rang einer Basilica minor verliehen. 2006 wurde die Kirche zum historischen und kulturellen Interesse der Stadt Buenos Aires erklärt.

## Architektur
Die dreischiffige Basilika wurde im neuromanischen Stil errichtet. Auf einem rechteckigen Grundriss mit 1800 Quadratmetern ist sie mit einem Querhaus ausgeführt. Über dem Altarraum öffnet sich eine Kuppel mit achtseitigem Tambour, erhebt sich auf der 45 Meter hohen Laterne eine 5 Meter hohe Statue Maria, Hilfe der Christen, die am 18. Mai 1906 gesegnet wurde.
Die reich ornamentierte Eingangsfassade ist mit Pilastern in drei Teile gegliedert, die den Kirchenschiffen entsprechen. Sie besitzen jeweils ein hohes Fenster und einen Eingang, das mittlere Portal ist dabei mit einem Risalit hervorgehoben, auf dem ein Pantokrator thront. Mittig erhebt sich aus der Fassade der 50 Meter hohe Kirchturm.
Die Kirche besitzt neben dem Erdgeschossbereich für die Gemeindemitglieder obere Galerien für die Studenten der Pius-Schule. Unterhalb befindet sich eine Krypta.

## Ausstattung

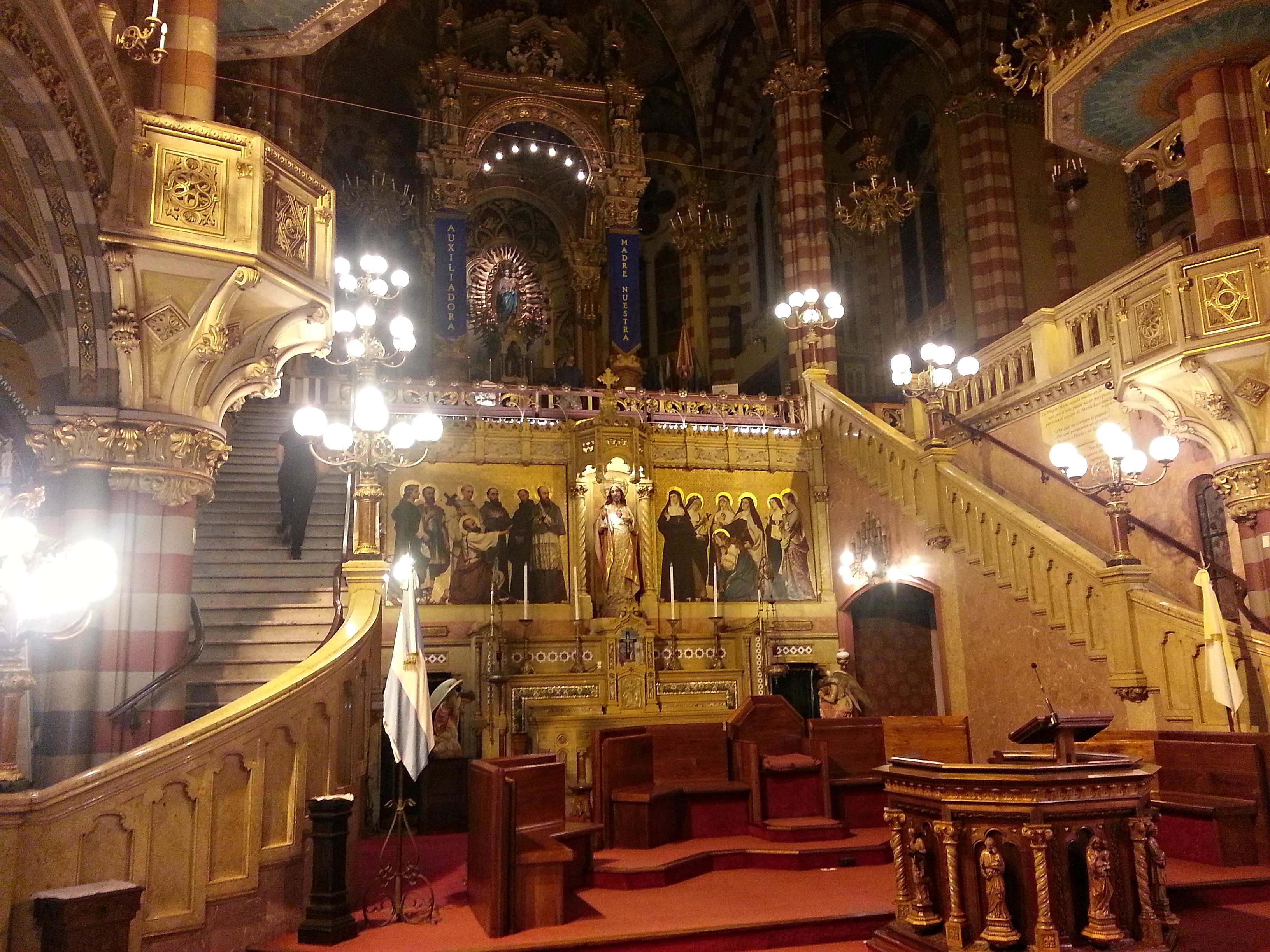
Altarraum

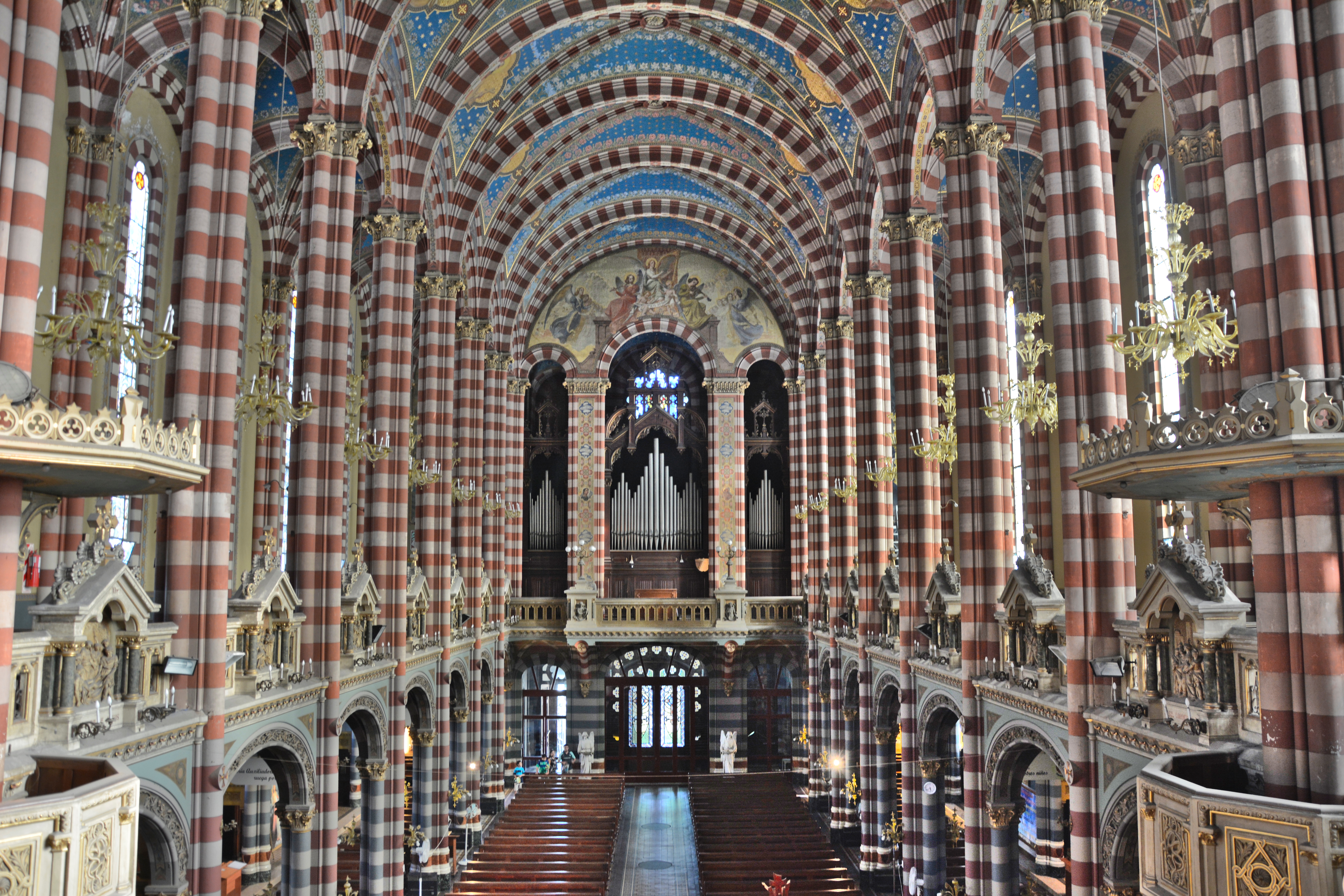
Blick zur Orgel

Der reich dekorierte Innenraum ist überwiegend in Rot- und Goldtönen gestaltet, die Gewölbe sind in Sternenblau gestaltet. Die 15 Meter hohen Säulen sind mit parallelen Streifen in den Farben Beige und Ziegelrot ausgeführt und untergliedern die Kirchenschiffe. Ein Pantokrator dominiert das Apsisgewölbe über dem Hauptaltar des Tempels. Die Fenster sind mit Buntverglasung ausgeführt. Viele Ausstattungsteile wie die Weihwasserbecken sowie Marmor als Baumaterial wurden aus Italien geliefert. Der Hochaltar aus beigem Marmor ist mit einem Baldachin überdacht, der von vier zylindrischen Säulen aus poliertem Granit getragen wird. Unter dem Altartisch befindet sich ein Basrelief des Turiner Bildhauers Pasquale Sassi, das das Fegefeuer darstellt.
Die Orgel wurde 1911 von Carlos Vegezzi Bossi erbaut. 1990 erfolgten eine Renovierung und Elektrifizierung durch Amadini-Weinhold. Über ihre drei Manuale werden 38 Register angespielt.

## Persönlichkeiten
In der Kirche Maria Hilf wurde 1933 Jorge Mario Bergoglio, der spätere Papst Franziskus, vom salesianischen Pater Enrique Pozzoli getauft. Weiter gingen aus der Kirchengemeinde der Tangomusiker Carlos Gardel und der seliggesprochene Salesianer Zefyrinus Namuncurá hervor.